# Снус
Снус (snus) е влажен прахообразен тютюнев продукт, производен на шведското сухо емфие от началото на 19 век. Консумира се като се поставя зад устната за продължителен период от време (подобно на тютюна за дъвчене), но не води до необходимостта от плюене. Предшественикът на снус – емфието, което се вдишва през носа, е въведено в Европа много по-рано. Снус се произвежда чрез парна пастьоризация, а не опушване; не ферментира и не съдържа добавена захар.
Продажбата на снус не е разрешена в Европейския съюз, с изключение на Швеция и Норвегия, където снус се произвежда и консумира.
В САЩ популярността му нараства като алтернатива на пушенето и традиционното дъвчене на тютюн. Двете големи тютюневи компании RJ Reynolds Tobacco Company и Philip Morris USA вече произвеждат сходни продукти, наречени съответно Camel Snus и Marlboro Snus. Въпреки че са опаковани по същия начин (влажен тютюн в малка торбичка), методите на производство в САЩ се различават значително от традиционните скандинавски методи, което може да намали ползите за здравето.